# كينجي ميدوري
كينجي ميدوري (باليابانية: 緑健児؛ بالكانا: みどり けんじ) هو لاعب كاراتيه ياباني، ولد في 18 أبريل 1962 في أمامي أوشيما في اليابان.

## وصلات خارجية
- الموقع الرسمي